# جاجنگ
جاجنگ روستایی در دهستان درمیان بخش مرکزی شهرستان درمیان استان خراسان جنوبی ایران است. بر پایه سرشماری عمومی نفوس و مسکن در سال ۱۳۹۰ جمعیت این روستا ۱۹۲ نفر (در ۵۷ خانوار) بوده است.